# Rally di Gran Bretagna 2002
Il Rally di Gran Bretagna 2002, ufficialmente denominato 58th Network Q Rally of Great Britain, è stata la quattordicesima e ultima tappa del campionato del mondo rally 2002 nonché la cinquantottesima edizione del Rally di Gran Bretagna e la ventinovesima con valenza mondiale. La manifestazione si è svolta dal 14 al 17 novembre sulle strade sterrate che attraversano le foreste del Galles meridionale, con base nel capoluogo Cardiff e le prove speciali da svolgersi nel territorio attorno alla città di Swansea, a nord della quale venne allestito il parco assistenza per i concorrenti in località Felindre.
La gara è stata vinta dal norvegese Petter Solberg, navigato dal britannico Phil Mills, al volante di una Subaru Impreza WRC2002 della squadra 555 Subaru WRT, alla loro prima vittoria in carriera, davanti alla coppia formata dall'estone Markko Märtin e dal britannico Nichael Park, su Ford Focus WRC 02 del team Ford Rallye Sport, per la prima volta su un podio iridato, e all'equipaggio spagnolo composto da Carlos Sainz e Luis Moya, anch'essi su una Ford Focus ufficiale.
Entrambi i titoli mondiali, piloti e costruttori, vennero assegnati con due gare di anticipo nell'appuntamento neozelandese, conquistati da Marcus Grönholm e dalla squadra Peugeot.
In Galles si disputava anche la sesta e ultima tappa del campionato Junior WRC, che ha visto vincere l'equipaggio spagnolo costituito da Dani Solà e Álex Romaní su Citroën Saxo S1600, i quali sono giunti inoltre al 21º posto nella graduatoria generale del rally. Con questo successo Solà si laureò altresì campione del mondo della categoria, vincendo il duello finale con l'italiano Andrea Dallavilla.

## Dati della prova
| Denominazione ufficiale             | Network Q Rally of Great Britain                                        |
| Tappa N°                            | 14 di 14                                                                |
| Edizione N°                         | 58                                                                      |
| Data manifestazione                 | da giovedì 14/11/2002 a domenica 17/11/2002                             |
| Sede ospitante                      | Cardiff (Galles)                                                        |
| Sede del parco assistenza           | Felindre (contea di Swansea, Galles)                                    |
| Superficie                          | Sterrato                                                                |
| Direttore di gara                   | Fred Gallagher                                                          |
| Iscritti                            | 94                                                                      |
| Partiti                             | 85                                                                      |
| Arrivati                            | 38 (44,7%)                                                              |
| Prove speciali previste             | 17                                                                      |
| Prove speciali disputate            | 16 (1 cancellata)                                                       |
| Prova più breve                     | 2,45 km (PS1, PS7 e PS13: Cardiff SSS)                                  |
| Prova più lunga                     | 54,69 km (PS8 e PS14: Resolfen)                                         |
| Prova più lenta                     | velocità media di 68,96 km/h (PS1: Cardiff SSS 1)                       |
| Prova più veloce                    | velocità media di 113,85 km/h (PS14: Resolfen 2)                        |
| Lunghezza prove speciali previste   | 390,57 km                                                               |
| Lunghezza prove speciali disputate  | 367,45 km (22,8% della distanza totale effettiva - cancellati 23,12 km) |
| Lunghezza complessiva trasferimenti | 1247,29 km                                                              |
| Distanza totale effettiva           | 1614,74 km                                                              |

## Itinerario
| Frazione 1 | 14 nov | PS1    | 19:30  | Cardiff SSS 1                  | 2,45 km  | 135,03 km |  |  |
| Frazione 1 | 15 nov |        | 06:23  | Assistenza – Felindre (20 min) | –        | 135,03 km |  |  |
| Frazione 1 | 15 nov | PS2    | 07:44  | Brechfa 1                      | 23,12 km | 135,03 km |  |  |
| Frazione 1 | 15 nov | PS3    | 08:23  | Trawscoed 1                    | 27,97 km | 135,03 km |  |  |
| Frazione 1 | 15 nov |        | 10:08  | Assistenza – Felindre (20 min) | –        | 135,03 km |  |  |
| Frazione 1 | 15 nov | PS4    | 11:29  | Brechfa 2                      | 23,12 km | 135,03 km |  |  |
| Frazione 1 | 15 nov | PS5    | 12:08  | Trawscoed 2                    | 27,97 km | 135,03 km |  |  |
| Frazione 1 | 15 nov |        | 14:05  | Assistenza – Felindre (20 min) | –        | 135,03 km |  |  |
| Frazione 1 | 15 nov | PS6    | 15:28  | Rheola 1                       | 27,95 km | 135,03 km |  |  |
| Frazione 1 | 15 nov |        | 16:45  | Assistenza – Felindre (45 min) | –        | 135,03 km |  |  |
| Frazione 1 | 15 nov | PS7    | 19:35  | Cardiff SSS 2                  | 2,45 km  | 135,03 km |  |  |
|            |        |        |        |                                |          |           |  |  |
| Frazione 2 | 16 nov |        | 07:08  | Assistenza – Felindre (20 min) | –        | 117,04 km |  |  |
| Frazione 2 | 16 nov | PS8    | 08:11  | Resolfen 1                     | 54,69 km | 117,04 km |  |  |
| Frazione 2 | 16 nov |        | 08:11  | Assistenza – Felindre (20 min) | –        | 117,04 km |  |  |
| Frazione 2 | 16 nov | PS9    | 11:52  | Crychan 1                      | 12,67 km | 117,04 km |  |  |
| Frazione 2 | 16 nov | PS10   | 12:21  | Halfway 1                      | 17,28 km | 117,04 km |  |  |
| Frazione 2 | 16 nov | PS11   | 14:46  | Crychan 2                      | 12,67 km | 117,04 km |  |  |
| Frazione 2 | 16 nov | PS12   | 15:15  | Halfway 2                      | 17,28 km | 117,04 km |  |  |
| Frazione 2 | 16 nov |        | 16:39  | Assistenza – Felindre (45 min) | –        | 117,04 km |  |  |
| Frazione 2 | 16 nov | PS13   | 15:15  | Cardiff SSS 3                  | 2,45 km  | 117,04 km |  |  |
|            |        |        |        |                                |          |           |  |  |
| Frazione 3 | 17 nov |        | 06:38  | Assistenza – Felindre (20 min) | –        | 138,50 km |  |  |
| Frazione 3 | 17 nov | PS14   | 07:41  | Resolfen 2                     | 54,69 km | 138,50 km |  |  |
| Frazione 3 | 17 nov |        | 09:35  | Assistenza – Felindre (20 min) | –        | 138,50 km |  |  |
| Frazione 3 | 17 nov | PS15   | 10:43  | Rheola 2                       | 27,95 km | 138,50 km |  |  |
| Frazione 3 | 17 nov | PS16   | 11:59  | Margam 1                       | 27,93 km | 138,50 km |  |  |
| Frazione 3 | 17 nov |        | 12:55  | Assistenza – Felindre (20 min) | –        | 138,50 km |  |  |
| Frazione 3 | 17 nov | PS17   | 14:06  | Margam 2                       | 27,93 km | 138,50 km |  |  |
| Frazione 3 | 17 nov |        | 15:02  | Assistenza – Felindre (20 min) |          | 138,50 km |  |  |
| Totale     | Totale | Totale | Totale | Totale                         | Totale   | 390,57 km |  |  |

## Risultati

### Classifica
| Pos.                         | Nº       | Pilota             | Co-pilota            | Auto                   | Squadra             | Classe    | Tempo     | Distacco | Punti    |
| Generale                     | Generale | Generale           | Generale             | Generale               | Generale            | Generale  | Generale  | Generale | Generale |
| ---------------------------- | -------- | ------------------ | -------------------- | ---------------------- | ------------------- | --------- | --------- | -------- | -------- |
| 1.                           | 11       | Petter Solberg     | Phil Mills           | Subaru Impreza WRC2002 | 555 Subaru WRT      | WRC       | 3h30'36"4 | –        | 10       |
| 2.                           | 6        | Markko Märtin      | Michael Park         | Ford Focus RS WRC 02   | Ford Rallye Sport   | WRC       | 3h31'00"8 | +24"4    | 6        |
| 3.                           | 4        | Carlos Sainz       | Luis Moya            | Ford Focus RS WRC 02   | Ford Rallye Sport   | WRC       | 3h32'12"1 | +1'35"7  | 4        |
| 4.                           | 10       | Tommi Mäkinen      | Kaj Lindström        | Subaru Impreza WRC2002 | 555 Subaru WRT      | WRC       | 3h33'13"9 | +2'37"5  | 3        |
| 5.                           | 5        | Colin McRae        | Derek Ringer         | Ford Focus RS WRC 02   | Ford Rallye Sport   | WRC       | 3h33'37"9 | +3'01"5  | 2        |
| 6.                           | 24       | Mark Higgins       | Bryan Thomas         | Ford Focus RS WRC 02   | Ford Rallye Sport   | WRC       | 3h35'38"3 | +5'01"9  | 1        |
| 7.                           | 3        | Harri Rovanperä    | Risto Pietiläinen    | Peugeot 206 WRC (2002) | Peugeot Total       | WRC       | 3h35'52"2 | +5'15"8  | -        |
| 8.                           | 18       | Freddy Loix        | Sven Smeets          | Hyundai Accent WRC3    | Hyundai Castrol WRT | WRC       | 3h35'52"3 | +5'15"9  | -        |
| 9.                           | 19       | Juha Kankkunen     | Juha Repo            | Hyundai Accent WRC3    | Hyundai Castrol WRT | WRC       | 3h36'05"5 | +5'29"1  | -        |
| 10.                          | 15       | Toni Gardemeister  | Paavo Lukander       | Škoda Octavia WRC Evo3 | Škoda Motorsport    | WRC       | 3h36'39"3 | +6'02"9  | -        |
| Campionato piloti Junior WRC |          |                    |                      |                        |                     |           |           |          |          |
| 1. (21.)                     | 65       | Dani Solà          | Álex Romaní          | Citroën Saxo S1600     | -                   | A6 / JWRC | 4h03'06"6 | –        | 10       |
| 2. (23.)                     | 52       | Niall McShea       | Michael Orr          | Opel Corsa S1600       | -                   | A6 / JWRC | 4h06'05"9 | +2'59"3  | 6        |
| 3. (24.)                     | 53       | Giandomenico Basso | Luigi Pirollo        | Fiat Punto S1600       | -                   | A6 / JWRC | 4h06'26"2 | +3'19"6  | 4        |
| 4. (25.)                     | 62       | Janne Tuohino      | Petri Vihavainen     | Citroën Saxo S1600     | -                   | A6 / JWRC | 4h07'14"2 | +4'07"6  | 3        |
| 5. (27.)                     | 56       | Jussi Välimäki     | Tero Gardemeister    | Citroën Saxo S1600     | -                   | A6 / JWRC | 4h08'34"4 | +5'27"8  | 2        |
| 6. (28.)                     | 51       | Andrea Dallavilla  | Giovanni Bernacchini | Citroën Saxo S1600     | -                   | A6 / JWRC | 4h09'26"8 | +6'20"2  | 1        |

| Principali ritiri | Principali ritiri | Principali ritiri | Principali ritiri   | Principali ritiri      | Principali ritiri            | Principali ritiri | Principali ritiri   | Principali ritiri |
| PS                | Nº                | Pilota            | Co-pilota           | Auto                   | Squadra                      | Classe            | Causa               | Pos.              |
| ----------------- | ----------------- | ----------------- | ------------------- | ---------------------- | ---------------------------- | ----------------- | ------------------- | ----------------- |
| PS 2              | 46                | Valentino Rossi   | Carlo Cassina       | Peugeot 206 WRC        | Michelin Grifone             | WRC               | Incidente           | 25º               |
| PS 5              | 8                 | Justin Dale       | Andrew Bargery      | Mitsubishi Lancer WRC2 | Marlboro Mitsubishi Ralliart | WRC               | Danno da incidente  | 77º               |
| PS 6              | 28                | Mikko Hirvonen    | Jarmo Lehtinen      | Subaru Impreza WRC2000 | Hyundai Castrol WRT          | WRC               | Rottura meccanica   | 19º               |
| PS 8              | 20                | Thomas Rådström   | Denis Giraudet      | Citroën Xsara WRC      | Automobiles Citroën          | WRC               | Motore              | 18º               |
| PS 9              | 17                | Armin Schwarz     | Manfred Hiemer      | Hyundai Accent WRC3    | Hyundai Castrol WRT          | WRC               | Malattia del pilota | 26º               |
| PS 9              | 25                | Juuso Pykälistö   | Esko Mertsalmi      | Peugeot 206 WRC        | -                            | WRC               | Rottura meccanica   | 49º               |
| PS 10             | 2                 | Marcus Grönholm   | Timo Rautiainen     | Peugeot 206 WRC (2002) | Peugeot Total                | WRC               | Incidente           | 1º                |
| PS 10             | 7                 | François Delecour | Dominique Savignoni | Mitsubishi Lancer WRC2 | Marlboro Mitsubishi Ralliart | WRC               | Incidente           | 16º               |
| PS 10             | 9                 | Jani Paasonen     | Arto Kapanen        | Mitsubishi Lancer WRC  | Marlboro Mitsubishi Ralliart | WRC               | Incidente           | 15º               |
| PS 16             | 1                 | Richard Burns     | Robert Reid         | Peugeot 206 WRC (2002) | Peugeot Total                | WRC               | Incidente           | 3º                |
| PS 16             | 21                | Sébastien Loeb    | Daniel Elena        | Citroën Xsara WRC      | Automobiles Citroën          | WRC               | Sospensione         | 7º                |

Legenda
| Icona | Classe                                                                                  |
| ----- | --------------------------------------------------------------------------------------- |
| WRC   | Equipaggio di classe A8 che può conquistare punti per il campionato costruttori WRC     |
| WRC   | Equipaggio di classe A8 che non può conquistare punti per il campionato costruttori WRC |
| PWRC  | Equipaggio registrato al campionato PWRC                                                |
| JWRC  | Equipaggio registrato al campionato Junior WRC                                          |
|       | Ulteriori classificazioni                                                               |

### Prove speciali
| Frazione   | Data   | Prova | Ora   | Nome          | Lunghezza | Vincitori                       | Tempo            | Velocità media   | Leader del rally                |
| ---------- | ------ | ----- | ----- | ------------- | --------- | ------------------------------- | ---------------- | ---------------- | ------------------------------- |
| Frazione 1 | 14 nov | PS1   | 19:30 | Cardiff SSS 1 | 2,45 km   | Markko Märtin Michael Park      | 2'07"7           | 69,07 km/h       | Markko Märtin Michael Park      |
| Frazione 1 | 15 nov | PS2   | 07:44 | Brechfa 1     | 23,12 km  | Marcus Grönholm Timo Rautiainen | 13'24"2          | 103,50 km/h      | Marcus Grönholm Timo Rautiainen |
| Frazione 1 | 15 nov | PS3   | 08:23 | Trawscoed 1   | 27,97 km  | Marcus Grönholm Timo Rautiainen | 16'36"5          | 101,05 km/h      | Marcus Grönholm Timo Rautiainen |
| Frazione 1 | 15 nov | PS4   | 11:29 | Brechfa 2     | 23,12 km  | prova cancellata                | prova cancellata | prova cancellata | Marcus Grönholm Timo Rautiainen |
| Frazione 1 | 15 nov | PS5   | 12:08 | Trawscoed 2   | 27,97 km  | Marcus Grönholm Timo Rautiainen | 16'52"6          | 99,44 km/h       | Marcus Grönholm Timo Rautiainen |
| Frazione 1 | 15 nov | PS6   | 15:28 | Rheola 1      | 27,95 km  | Marcus Grönholm Timo Rautiainen | 15'55"5          | 105,31 km/h      | Marcus Grönholm Timo Rautiainen |
| Frazione 1 | 15 nov | PS7   | 19:35 | Cardiff SSS 2 | 2,45 km   | Petter Solberg Phil Mills       | 2'07"2           | 69,34 km/h       | Marcus Grönholm Timo Rautiainen |
|            |        |       |       |               |           |                                 |                  |                  | Marcus Grönholm Timo Rautiainen |
| Frazione 2 | 16 nov | PS8   | 08:11 | Resolfen 1    | 54,69 km  | Marcus Grönholm Timo Rautiainen | 28'56"5          | 113,38 km/h      | Marcus Grönholm Timo Rautiainen |
| Frazione 2 | 16 nov | PS9   | 11:52 | Crychan 1     | 12,67 km  | Petter Solberg Phil Mills       | 7'03"6           | 107,68 km/h      | Marcus Grönholm Timo Rautiainen |
| Frazione 2 | 16 nov | PS10  | 12:21 | Halfway 1     | 17,28 km  | Richard Burns Robert Reid       | 9'50"8           | 105,29 km/h      | Markko Märtin Michael Park      |
| Frazione 2 | 16 nov | PS11  | 14:46 | Crychan 2     | 12,67 km  | Petter Solberg Phil Mills       | 7'07"1           | 106,79 km/h      | Markko Märtin Michael Park      |
| Frazione 2 | 16 nov | PS12  | 15:15 | Halfway 2     | 17,28 km  | Petter Solberg Phil Mills       | 9'59"9           | 103,70 km/h      | Markko Märtin Michael Park      |
| Frazione 2 | 16 nov | PS13  | 15:15 | Cardiff SSS 3 | 2,45 km   | Petter Solberg Phil Mills       | 2'07"9           | 68,96 km/h       | Markko Märtin Michael Park      |
|            |        |       |       |               |           |                                 |                  |                  |                                 |
| Frazione 4 | 17 nov | PS14  | 07:41 | Resolfen 2    | 54,69 km  | Petter Solberg Phil Mills       | 28'49"4          | 113,85 km/h      | Petter Solberg Phil Mills       |
| Frazione 4 | 17 nov | PS15  | 10:43 | Rheola 2      | 27,95 km  | Markko Märtin Michael Park      | 15'49"6          | 105,96 km/h      | Petter Solberg Phil Mills       |
| Frazione 4 | 17 nov | PS16  | 11:59 | Margam 1      | 27,93 km  | Petter Solberg Phil Mills       | 16'12"3          | 103,41 km/h      | Petter Solberg Phil Mills       |
| Frazione 4 | 17 nov | PS17  | 14:06 | Margam 2      | 27,93 km  | Petter Solberg Phil Mills       | 16'06"1          | 104,08 km/h      | Petter Solberg Phil Mills       |

## Classifiche mondiali
Classifica piloti
| Pos. | Pos. | Pilota            | Punti |
| ---- | ---- | ----------------- | ----- |
| 1    |      | Marcus Grönholm   | 77    |
| 2    | 5    | Petter Solberg    | 37    |
| 3    | 1    | Carlos Sainz      | 36    |
| 4    | 1    | Colin McRae       | 35    |
| 5    | 3    | Richard Burns     | 34    |
| 6    | 1    | Gilles Panizzi    | 31    |
| 7    | 1    | Harri Rovanperä   | 30    |
| 8    |      | Tommi Mäkinen     | 22    |
| 9    | 1    | Markko Märtin     | 20    |
| 10   | 1    | Sébastien Loeb    | 18    |
| 11   |      | Philippe Bugalski | 7     |
| 12   |      | Thomas Rådström   | 4     |
| 13   |      | Toni Gardemeister | 3     |
| 14   |      | Juha Kankkunen    | 2     |
| 15   |      | Alister McRae     | 2     |
| 16   |      | Bruno Thiry       | 2     |
| 17   | 1    | Freddy Loix       | 1     |
| 18   | 1    | Kenneth Eriksson  | 1     |
| 19   |      | Jesús Puras       | 1     |
| 20   | N    | Mark Higgins      | 1     |

Classifica costruttori WRC
| Pos. | Pos. | Squadra                      | Punti |
| ---- | ---- | ---------------------------- | ----- |
| 1    |      | Peugeot Total                | 165   |
| 2    |      | Ford Rallye Sport            | 104   |
| 3    |      | 555 Subaru WRT               | 67    |
| 4    | 2    | Hyundai Castrol WRT          | 10    |
| 5    | 1    | Škoda Motorsport             | 9     |
| 6    | 1    | Marlboro Mitsubishi Ralliart | 9     |